# Verner Eklöf
Verner Eklöf (né le 8 mars 1897 et mort le 2 décembre 1955) est un sportif finlandais qui connut son âge d'or dans les années 1920.

## Carrière
Verner Eklöf commence sa carrière dans le football, intégrant directement l'équipe de Finlande ; entre 1919 et 1927, il marque 17 buts sur 32 sélections. Durant cette période, il joue aussi dans les clubs de HIFK et de Helsingin Jalkapalloklubi ; il change de l'un à l'autre en 1920, causant ce qui est considéré comme le premier transfert majeur de l'histoire du football finlandais.
Il participe également à l'épreuve de combiné nordique des Jeux olympiques d'hiver de 1924, durant laquelle il se classe 9e. Il a également remporté le championnat de Finlande de combiné nordique en 1923.